# OK (Robin Schulz)
OK is een nummer van de Duitse deephouse-dj Robin Schulz uit 2017, ingezongen door de Britse zanger James Blunt. Het is de eerste single van Schulz' aankomende derde studioalbum Uncovered.
Het nummer werd een hit in Europa. In het hele Duitse taalgebied haalde het de nummer 2-positie. In de Nederlandse Top 40 haalde het de 23e positie, en in de Vlaamse Ultratop 50 kwam het een plekje hoger.